# Tatort: Zwei Leben (1976)
Zwei Leben ist ein Fernsehfilm aus der Fernseh-Kriminalreihe Tatort der ARD und des ORF. Der Film wurde vom WDR produziert und am 14. März 1976 zum ersten Mal gesendet. Es ist die 61. Folge der Tatort-Reihe, der siebte Fall mit Kommissar Haferkamp.

## Handlung
Die amerikanische Millionärin Vivian Hamilton hat ihren früheren Mann und Mafia-Kronzeugen Scheller in Deutschland wiederentdeckt. Er lebt dort, vom FBI versteckt, als Fotolaborant Franz Scheller mit seiner neuen Frau in Essen.
Da sie ihn zurückgewinnen möchte, schickt sie den Mafia-Anwalt Whitman in Schellers Fotogeschäft, um mit ihm Kontakt aufzunehmen. Scheller, der nun seine Tarnung verloren sieht, verfolgt Whitman auf seinem Weg durch die Stadt. Whitman bemerkt seinen Verfolger und macht ein Foto von ihm. Er ahnt aber nicht, dass Scheller ihn verfolgt, um ihn zu töten. Nachdem Whitman einer Fähre entstiegen ist, wird er von seinem Verfolger aus dem Hinterhalt mit einem Gewehr erschossen. Zuvor hatte Scheller den Briefkasten in Brand gesetzt, in den Whitman eine Postkarte an den Mafia-Boss Titus Capelli, gegen den Scheller einst ausgesagt hatte, eingeworfen hatte.
Kommissar Haferkamp wird mit der Aufklärung des Mordes betraut und durch das Foto in Whitmans Kamera auf Scheller aufmerksam. Er lässt dessen Gewehr überprüfen, wobei Scheller dem Kommissar die Tatwaffe unterschlägt. Da seine Angestellte Claudia mitbekommen hat, dass die Polizei gegen ihren Chef ermittelt, beginnt sie Scheller zu erpressen. Dadurch gerät er immer mehr in die Enge, aber bringt es nicht fertig, Claudia zu töten, um sie zum Schweigen zu bringen, zumal sie ihn gewarnt hat, sie habe die belastenden Informationen in geschlossenem Umschlag bei einem Notar hinterlegt. Scheller versucht daraufhin, bei einem illegalen Pokerspiel die verlangte Summe zu gewinnen. Mit vier Damen in der Hand ist er siegessicher. Jedoch hat sein Kontrahent vier Asse. Plötzlich findet seine Frau im Haus 80.000 Dollar in einem Karton. Es ist kurioserweise die gleiche Summe, die Claudia als Schweigegeld in DM verlangt. Seine Frau wirft ihm vor, das gesamte gemeinsame Guthaben abgehoben zu haben. Doch kann er sich nicht erklären, wie das Geld in sein Haus gelangt ist.
Während Claudia Bilder eines Reitturniers in der Dunkelkammer entwickelt, entdeckt Scheller ein Bild, auf dem er Vivian erkennt. Da er nun weiß, dass sie in Deutschland ist, lässt er ihr eine Nachricht zukommen. Es kommt zu einem Treffen der beiden, wobei Scheller von einem Mafia-Killer überrascht wird. Ehe dieser Scheller umbringen kann, kommt Vivian dazu und erschießt den Killer. Scheller ist ihr dankbar und sie erklärt ihm daraufhin, dass Whitmans Auftritt, die Erpressung und der Killer, schließlich auch die Deponierung der 80.000 Dollar nur von ihr initiiert wurden, um ihn zu einer Flucht mit ihr zurück nach Amerika zu veranlassen. Scheller geht zum Schein darauf ein und begibt sich mit Vivian und dem Geld zu einem Privatflugplatz.
Haferkamp sucht Frau Scheller auf, nachdem er das Vorleben ihres Mannes in Erfahrung gebracht hatte. Sie wusste nichts darüber und berichtet dem Kommissar, dass ihr Mann sich schon länger merkwürdig benommen habe und nun verschwunden sei. Dem Kommissar ist klar, dass Scheller erneut eine neue Identität aufbauen will und kann ihn auf dem Privatflugplatz durch eine Großfahndung ausfindig machen. Scheller hat derweil Vivian im Flugzeug betäubt und eine Bombe installiert. Er plant vor dem Abflug auszusteigen und seinen Tod über dem Mittelmeer vorzutäuschen. Haferkamp kann es aber im letzten Moment verhindern und nimmt Scheller wegen Mordes fest.

## Hintergründe
Der Film wurde vom 27. Oktober bis 26. November 1975 im Bavaria Atelier München-Geiselgasteig gedreht mit Außenaufnahmen von München, Essen und Düsseldorf. Die Anfangsszene im Schlosshotel entstand am Schloss Hugenpoet in Essen-Kettwig. Die Szene, in welcher Whitman am Baldeneysee erschossen wird, entstand am Anleger beim Haus Scheppen in Essen-Fischlaken. Die Restaurantszenen vor dem Mord wurden im Restaurant Baldeneyer Fähre gedreht, das heute etwas anders aussieht und an dem die im Film gezeigte Außentreppe entfernt wurde. Eine weitere Szene wurde an der inzwischen abgerissenen Zeche Pörtingsiepen gedreht.
Ungewöhnlich und interessant ist die Musikauswahl: Über weite Strecken erklingt der erste Satz der Sinfonie in Fis von Erich Wolfgang Korngold, die zur Entstehungszeit des Krimis vor allem Musikwissenschaftlern und -historikern ein Begriff gewesen sein dürfte. Korngold war außer für seine Oper Die tote Stadt vor allem berühmt für seine Filmkompositionen zu großen Hollywood-Produktionen der 1930er und 1940er Jahre (etwa Robin Hood, König der Vagabunden, Günstling einer Königin); eine Renaissance, die auch sein übriges Werk umfasste, setzte erst in den späten 1980er-Jahren ein. Außerdem sind Ausschnitte aus der Suite Die Planeten von Gustav Holst zu hören (Mars, der Kriegsbringer, und Saturn, der Bringer des Alters).